# Orchid (banda)
Orchid es un quinteto estadounidense de screamo de Amherst. Considerados como uno de los pioneros del sonido emoviolence, Orchid combinó esto con unas letras posmodernas. 
Sacaron varios EP tres LP y algunos splits. La banda estaba formada por el vocalista Jayson Green, el baterista Jeffrey Salane, el guitarrista Will Killingsworth y el bajista Geoff Garlock.
En 1999 lanzaron su primer disco Chaos Is Me y un año después en 2000 lanzaron Dance Tonight! Revolution Tomorrow!. En julio de 2002 lanzaron su tercer álbum de estudio titulado Orchid y más tarde ese mismo año, en septiembre, publicaron una compilación de sus dos primeros discos en un CD que contiene los 21 temas de ambos. Después de esto la agrupación se separó. El disco póstumo titulado Totality fue lanzado en el 2005, un álbum recopilatorio compuesto por 24 temas provenientes de lados B, demos, y otras fuentes difíciles de encontrar.

## Historia
La banda se formó mientras Jayson, Will, y Brad estudiaban en Hampshire College y Jeff asistía a Umass en Amherst, Massachusetts a principios de 1998. La mayor parte de su discografía fue editada en vinilos que normalmente compartían con otras bandas. 
Los nombres de sus álbumes son: Chaos is Me, Dance Tonight, Revolution Tomorrow! y Self-Titled (más conocido como "Gatefold"); todos a través de Ebullition Records.
En el año 2000, Will Killingsworth inició su propio sello - Clean Plate Records - y uno de los primeros discos editados en este fue el split Orchid/Combat Wounded Veteran. Luego vendría el split Orchid/The Red Scare con la discográfica Hand Held Records, y su último split: Orchid/Jerome´s Dream con Witching Hour Records.
Al final de su trayectoria algunos miembros formaron proyectos musicales paralelos como Panthers, Wolves o Bucket Full of Teeth.
Orchid salió en 2002 por última vez de gira y ofreció su último concierto en The Advocate en Harvard Square en Cambridge, donde tocaron con sinaloa y Wolves.
Actualmente Will dirige su propia discográfica llamada Clean Plate Records que editó un álbum de su banda Bucket Full of Teeth antes de que formara Ampere, que siguen activos hasta el día de hoy. Jayson, Geoff y Jeff tocan en Panthers cuya discografía consta de un ep y un álbum. Tras la disolución de Wolves, Brad se unió como guitarrista a Transistor Transistor, quienes recientemente han sacado un álbum a través de Level Plane.
El día 5 de diciembre de 2023 Orchid anuncio una Reunión después de 21 años de estar inactivos con un tour que se llevara a cabo en 2024.

## Miembros
- Jayson Green – voces, teclados, percusión (1997–2002)
- Will Killingsworth – guitarras (1997–2002)
- Jeffrey Salane – batería, percusión (1997–2002)
- Brad Wallace – bajo (1997–1999)
- Geoff Garlock – bajo (1999–2002)

## Discografía
Álbumes de estudio
- Chaos Is Me LP (Ebullition; 21 de junio de 1999)
- Dance Tonight! Revolution Tomorrow! 10" (Ebullition; 4 de diciembre de 2000)
- Gatefold LP/CD (Ebullition; 9 de julio de 2002)[4]

Compilaciones
- Dance Tonight! Revolution Tomorrow! + Chaos Is Me CD (Ebullition; 10 de septiembre de 2002)[5]
- Totality (Clean Plate; CD 15 de enero de 2005; vinilo 2014)[6]

EPs y splits
- We Hate You demo tape (1997)
- Orchid / Pig Destroyer split 7" (Amendment, 1997)
- Orchid 7" (Hand Held Heart, 1998)
- Orchid / Encyclopedia Of American Traitors split 7" (Witching Hour, 1998)
- Orchid / Combat Wounded Veteran split 6" (Clean Plate, 2000)
- Orchid / The Red Scare split 7" (Hand Held Heart, 2000)
- Orchid / Jeromes Dream split 10" (Witching Hour, 2000)[7]